# لعبة الورق (فلم)
لعبة الورق (بالفرنسية: Partie de cartes) هو فيلم أبيض وأسود فرنسي صامت قصير صدر عام 1895 من إخراج وإنتاج لويس لوميير وبطولة أنطوان فيراو. يصور الفيلم رجلان يلعبان الورق، بينما يشاهد رجلاً ثالث ونادل يحضر المشروبات، يمشي نادل (أصغر سنا) حاملاً صينية عليها زجاجة من النبيذ والأكواب. يقوم الرجل الثالث على الطاولة بصب المشروبات بينما يراقب النادل لعبة الورق.

## روابط خارجية
- Complete Movie on يوتيوب (note this video forms part of a larger selection of The Lumière Brothers' First Films)
- Partie de cartes  في قاعدة بيانات الأفلام على الإنترنت (بالإنجليزية)